# Eislingen/Fils
Eislingen/Fils – miasto w Niemczech, w kraju związkowym Badenia-Wirtembergia, w rejencji Stuttgart, w regionie Stuttgart, w powiecie Göppingen, siedziba związku gmin Eislingen-Ottenbach-Salach. Leży nad rzeką Fils, ok. 5 km na wschód od Göppingen, przy drodze krajowej B10 i linii kolejowej InterCity Stuttgart–Ulm.